# Costa da Caparica
Costa da Caparica is een stad en freguesia in de Portugese gemeente Almada in het district Setúbal. In 2001 was het inwonertal 11.707 op een oppervlakte van 10,88 km². Costa da Caparica heeft sinds 9 december 2004 de status van stad (cidade).